# Unterkalsbach
Unterkalsbach ist ein Wohnplatz in der Gemeinde Kürten im Rheinisch-Bergischen Kreis.

## Lage und Beschreibung
Der Ort liegt zwischen Neuensaal und Höchsten nördlich von Hau. Der korrespondierende Ortsteil Oberkalsbach wird heute Kalsbach genannt.

## Geschichte
Carl Friedrich von Wiebeking benennt die Hofschaft auf seiner Charte des Herzogthums Berg 1789 als Kalsbach. Aus ihr geht hervor, dass Kalsbach zu dieser Zeit Teil der Honschaft Bechen im gleichnamigen Kirchspiel im Landgericht Kürten war.
Unter der französischen Verwaltung zwischen 1806 und 1813 wurde das Amt Steinbach aufgelöst und der Ort wurde politisch der Gemeinde Bechen in der Mairie Kürten im Kanton Wipperfürth  im Arrondissement Elberfeld zugeordnet. 1816 wandelten die Preußen die Mairie zur Bürgermeisterei Kürten im Kreis Wipperfürth.
Der Ort ist auf der Topographischen Aufnahme der Rheinlande von 1824 als Kahlsbach und auf der Preußischen Uraufnahme von 1840 als Calsbach verzeichnet. Ab der Preußischen Neuaufnahme von 1892 ist er auf Messtischblättern regelmäßig als Unterkalsbach verzeichnet.
1822 lebten 16 Menschen im als Hof kategorisierten und (Unter-)Kahlsbach bezeichneten Ort.  Der 1845 laut der Uebersicht des Regierungs-Bezirks Cöln als Hof kategorisierte Ort besaß zu dieser Zeit zwei Wohnhäuser. Zu dieser Zeit lebten 14 Einwohner im Untercalsbach genannten Ort, davon alle katholischen Bekenntnisses. Die Gemeinde- und Gutbezirksstatistik der Rheinprovinz führt Unterkalsbach, hier Untercalsbach genannt, 1871 mit vier Wohnhäusern und 16 Einwohnern auf. Im Gemeindelexikon für die Provinz Rheinland von 1888 werden drei Wohnhäuser mit 14 Einwohnern angegeben und der Ort mit Unter Kalsbach bezeichnet. 1895 hatte der Ort zwei Wohnhäuser und 16 Einwohner, der Ort wird Unter Kalsbach genannt.
1905 besaß der Ort zwölf Wohnhäuser und 65 Einwohner und gehörte konfessionell zum katholischen Kirchspiel Bechen.
1927 wurden die Bürgermeisterei Kürten in das Amt Kürten überführt. In der Weimarer Republik wurden 1929 die Ämter Kürten mit den Gemeinden Kürten und Bechen und Olpe mit den Gemeinden Olpe und Wipperfeld zum Amt Kürten zusammengelegt. Der Kreis Wipperfürth ging am 1. Oktober 1932 in den Rheinisch-Bergischen Kreis mit Sitz in Bergisch Gladbach auf.
1975 entstand aufgrund des Köln-Gesetzes die heutige Gemeinde Kürten, zu der neben den Ämtern Kürten, Bechen und Olpe ein Teilgebiet der Stadt Bensberg mit Dürscheid und den umliegenden Gebieten kam.